# Zorzines crispifascia
Zorzines crispifascia là một loài bướm đêm trong họ Noctuidae.